# IC 3657
IC 3657 — галактика типу * (зірка) у сузір'ї Волосся Вероніки.
Цей об'єкт міститься в оригінальній редакції індексного каталогу.